# Corynebacterium minutissimum
El Corynebacterium minutissimum és una espècie de corinebacteri associat amb l'eritrasma, un tipus d'erupció cutània. Es pot distingir d'erupcions d'aspecte similar exposant la zona a la llum d'una làmpada de Wood; el C. minutissimum produeix porfirines que emeten fluorescència de color vermell corall.